# Herrschaft Allentsteig
Die Herrschaft Allentsteig war eine Grundherrschaft im nördlichen Viertel ober dem Manhartsberg im Erzherzogtum Österreich unter der Enns, dem heutigen Niederösterreich.

## Ausdehnung
Die Herrschaft Allentsteig, der auch das Rittergut Reinsbach angehörte, umfasste zuletzt die Ortsobrigkeit über Allentsteig (mit Oberer Vorstadt und Unterer Vorstadt), Bernschlag, Echsenbach, Ganz, Gerweis, Heimschlag, Kainraths, Kleinhaslbach, Kleinpoppen, Oberndorf, Gerweis, Reinsbach, Rieweis, Steinbach, Thaua, Wolfenstein und Zwinsen. Der Sitz der Verwaltung befand sich im Schloss Allentsteig.

## Geschichte
Um 1700 gelangten die Grafen Falkenhayn an die Allodialherrschaft, bis diese im Jahr 1822 von Freiherr Heinrich von Pereira-Arnstein erworben wird. Er verfügte auch die Herrschaften Krumau, Dobra-Wetzlas, Waldreichs und Schwarzenau. Letzter Inhaber war Freiherr August von Pereira-Arnstein, bevor die Herrschaft nach den Reformen 1848/1849 aufgelöst wurde.